# Сёренсен, Оливер
Оливер Сёренсен Йенсен (дат. Oliver Sørensen Jensen; род. 10 марта 2002, Фюн, Южная Дания) — датский футболист, полузащитник клуба «Парма».

## Клубная карьера
Сёренсен — воспитанник клубов ОКС и «Мидтьюлланн». 28 июня 2020 года в матче против «Копенгагена» он дебютировал в датской Суперлиге. В 2021 году Сёренсен на правах аренды выступал за «Фредерисию», по окончании, которой вернулся в «Мидтьюлланн». В начале 2022 года Оливер на правах аренды перешёл в норвежский «Хам-Кам». 2 апреля в матче против «Лиллестрёма» он дебютировал в Типпелиге. По окончании аренды игрок вернулся в «Мидтьюлланн». 3 июня 2023 года в поединке против «Ольборга» Оливер забил свой первый гол за клуб. 